# Otok Svete Klare
Otok Svete Klare  (baskijski: Santa Klara uhartea, španjolski: Isla de Santa Clara) nalazi se uz Donostiju-San Sebastian, Španjolska, u sredini uvale Donosti.  Nalazi se između dva najvažnija gradska brda; Urgull i Igueldo.
Ima 400 metara u promjeru, a uzdiže se do visine od 48 metara, sa strmim stranama. Težak je za hodanje zbog stijena.
Na otoku ima mala plaža koja se pojavljuje samo s osekom. Tu je mali bar i lučica. Usprkos maloj veličini otoka, plaža ima spasilačku službu, jer puno ljudi ide na otok u ljetnim mjesecima. Luka Santa Clara je povezan trajektom koji vozi svakih 30 minuta.
Otok ima nenaseljeni svjetionik.

## Biljni i životinjski svijet
Otok je dom nekoliko egzotičnih vrsta
- Tamarix gallica (francuski tamaris)
- Chamaecyparis lawsoniana (Lawsonov pačempres)
- Arundo donax (obični trst)
- Populus nigra (crna topola)
- Betula celtiberica (vrsta breze)
- Ficus carica (obična smokva)
- Ligustrum ovalifolium (sitnolisna japanska kalina)
- Euonymus japonicus (japanska kurika)
- Geranium robertianum (smrdljiva iglica)
- Pteridium aquilinum (orlovska bujad)
- Crithmum maritimum (motar)

Od životinja tu su iberijski zidni gušter kao i galebovi, europski kormoran  (Phalacrocorax aristotelis)  kao i obični gnjurac (Uria aalge)

## Povijest
Krajem 16. Stoljeća., ljudi iz Donostije zaraženi kugom bivali su prebacivani s ciljem sprečavanaj širenja bolesti. Otok je vlasništvo države, koje je država ukazom prenijela 31. listopada 1968.   na vlasništvo grada.

## Vanjske poveznice
|  | Zajednički poslužitelj ima još gradiva o temi Otok Svete Klare |